# Нехворощанська сільська територіальна громада
Нехворощанська сільська об'єднана територіальна громада — об'єднана територіальна громада в Україні, в Полтавському районі Полтавської області. Адміністративний центр — село Нехвороща.
Площа громади — 287,46 км², населення — 5240 мешканців (2018).
Утворена 9 листопада 2017 року шляхом об'єднання Лівенської, Маячківської, Нехворощанської, Соколово-Балківської та Шедіївської сільських рад Новосанжарського району.

## Населені пункти
До складу громади входять 10 сіл: Андріївка, Бурти, Губарівка, Лівенське, Маячка, Нехвороща, Рекунівка, Світлівщина, Соколова Балка та Шедієве.